# Џејмс Ерл Џоунс
Џејмс Ерл Џоунс (енгл. James Earl Jones; Аркабутла, 17. јануар 1931 — Павлинг, 9. септембар 2024) био је амерички глумац. Познат је по улози Дарта Вејдера (глас) у серијалу Ратови звезда (1977—2016) и по улози Тулсе Дума у филму Конан варварин (1982). Појавио се неколико пута у Симпсоновима, а такође је глумио Муфасу у цртаном филму Краљ лавова (1994).
Као дете је имао проблеме са муцањем. Остварио је скоро 200 улога на филму и телевизији.
За свој рад добио је награде: Тони, Греми, Злани глобус, Еми и почасног Оскара.

## Одабрана филмографија
| Улоге Џејмс Ерл Џоунс |                                                      |               |                            |              |
| Година                | Српски назив                                         | Изворни назив | Улога                      | Напомена     |
| 1964.                 | Др Стрејнџлав                                        |               | поручник Лотар Зог         |              |
| 1977.                 | Звездани ратови — епизода IV: Нова нада              |               | Дарт Вејдер                | глас         |
| 1977.                 | Истеривач ђавола 2: Јеретик                          |               | Кокумо                     |              |
| 1980.                 | Звездани ратови — епизода V: Империја узвраћа ударац |               | Дарт Вејдер                | глас         |
| 1982.                 | Конан варварин                                       |               | Талса Дум                  |              |
| 1983.                 | Звездани ратови — епизода VI: Повратак џедаја        |               | Дарт Вејдер                | глас         |
| 1988.                 | Принц открива Америку                                |               | краљ Џофе Џофер            |              |
| 1989.                 | Поље снова                                           |               | Теренс Ман                 |              |
| 1990.                 | Лов на Црвени Октобар                                |               | вицеадмирал Џејмс Грир     |              |
| 1992.                 | Патриотске игре                                      |               | адмирал Џејмс Грир         |              |
| 1993.                 | Самерсби                                             |               | судија Бери Кондрад Ајзакс |              |
| 1994.                 | Голи пиштољ 3                                        |               | самог себе                 | камео        |
| 1994.                 | Непосредна опасност                                  |               | адмирал Џејмс Грир         |              |
| 1994.                 | Краљ лавова                                          |               | Муфаса                     | глас         |
| 1995.                 | Судија Дред                                          |               | наратор                    |              |
| 1995.                 |                                                      |               | др Макдафи                 |              |
| 2005.                 | Звездани ратови — епизода III: Освета сита           |               | Дарт Вејдер                | глас         |
| 2006.                 | Мрак филм 4                                          |               | наратор                    |              |
| 2016.                 | Одметник 1: Прича Ратова звезда                      |               | Дарт Вејдер                | глас         |
| 2019.                 | Краљ лавова                                          |               | Муфаса                     | глас         |
| 2019.                 | Звездани ратови — епизода IX: Успон Скајвокера       |               | Дарт Вејдер                | глас (камео) |
| 2021.                 | Принц открива Америку 2                              |               | краљ Џофе Џофер            |              |